# JOS-Verfahren
Das JOS-Verfahren wird seit dem Ende der 1980er-Jahre zur Reinigung empfindlicher Oberflächen eingesetzt.
In einer speziellen patentierten Düse werden Luft, Wasser und Granulat vermischt und mit niedrigem Druck (0,5 bis 4 bar) gegen die zu reinigende Oberfläche geblasen. Es bildet sich dabei im kegelförmigen Strahl ein Rotationswirbel, der schonend Verunreinigungen auf Naturstein, Metall oder Holz abschleift, ohne die darunterliegende Textur zu schädigen. 
Durch Änderung des Mischungsverhältnisses von Wasser, Luft und neutralem Feinstgranulat lässt sich das Verfahren an verschiedene Oberflächen anpassen. Besonderheiten gegenüber älteren Strahlreinigungsverfahren sind der niedrige Luftdruck, der geringe Wasserverbrauch (30 bis 60 l pro h) und die Dosierungsmöglichkeit von Luftdruck, Wasserdruck und Strahlgutanteil. Verwendet wird das Verfahren unter anderem bei der Beseitigung von Graffiti, von Brandschäden und der Restaurierung von Kunstwerken aus Naturstein.